# Jon Landau
Jon Landau (23. července 1960 New York – 5. července 2024 Los Angeles) byl americký filmový producent, známý produkcí filmů Titanic (1997), za který získal Oscara a utržil 2,3 miliardy dolarů, a Avatar (2009), který utržil 2,9 miliardy dolarů. Jedná se o jedny z filmů s nejvyššími tržbami.

## Raný život
Byl synem Edie, producentky, a Elyho Landaua, ředitele studia a producenta. Navštěvoval USC School of Cinematic Arts. Jeho rodina je židovského původu.

## Kariéra
Na začátku 90. let byl výkonným viceprezidentem produkce celovečerních filmů ve studiu Twentieth Century Fox.
Nejvíce se proslavil produkcí filmu Titanic (1997), který mu vynesl Oscara a stal se filmem s nejvyššími tržbami, vůbec prvním, který dosáhl 1 miliardy dolarů hrubých tržeb. Film dosáhl tržeb 1,84 miliardy dolarů, což je více než dvojnásobek tehdejšího rekordu, který držel film Jurský park (1993) s tržbami 914 milionů dolarů. Titanic později v roce 2012 vydělal dalších 300 milionů dolarů, čímž se jeho celosvětové tržby vyšplhaly na 2,18 miliardy dolarů a stal se tak druhým filmem, který kdy dosáhl tržeb 2 miliardy dolarů.
V roce 2009 natočil spolu s Jamesem Cameronem sci-fi blockbuster Avatar, který překonal jejich předchozí spolupráci, Titanic, a stal se s tržbami 2,80 miliardy dolarů filmem s nejvyššími tržbami. Avatar Landauovi vynesl druhou nominaci na Oscara, cenu však získala Kathryn Bigelow za film Smrt čeká všude (2010).

## Filmografie

### Producentská
| Rok  | Název                      | Poznámka       |
| ---- | -------------------------- | -------------- |
| 1987 | Muž z kalendáře            |                |
| 1989 | Miláčku, zmenšil jsem děti | spoluproducent |
| 1990 | Dick Tracy                 | spoluproducent |
| 1997 | Titanic                    |                |
| 2002 | Solaris                    |                |
| 2009 | Avatar                     |                |
| 2019 | Alita: Bojový Anděl        |                |
| 2022 | Avatar: The Way of Water   |                |
| 2023 | Avatar 3                   |                |